# Thierry Mukuta
Thierry Mukuta Kiesse Kapila (* 5. Januar 1989 in Paris, Frankreich) ist ein kongolesischer Fußballspieler.

## Karriere
Mukuta spielte bis 2009 für die Reserve des SCO Angers. In der Saison 2009/10 stand er in Deutschland beim unterklassigen Hauptstadtklub Spandauer SV unter Vertrag. Nach einer Spielzeit ohne Verein wechselte er zur Saison 2011/12 zu Wacker Burghausen, wo er jedoch nie zum Einsatz kam. Zur Saison 2012/13 kehrte er nach Frankreich zurück und schloss sich der US Orléans an. Nach zwei Jahren in Orléans wechselte er zur Saison 2014/15 nach Algerien zum RC Arbaâ, den er im Januar 2015 wieder verließ.
Nach längerer Zeit ohne Klub wechselte er zur Saison 2017/18 wieder zurück nach Frankreich zum unterklassigen UJA Maccabi Paris. Im März 2018 wechselte der Verteidiger nach Lettland zum Erstligisten Valmieras FK. Für Valmerias spielte er fünf Mal in der Virslīga. Nach einem halben Jahr im Baltikum wechselte er zur Saison 2018/19 nach Griechenland zum unterklassigen Enosi Lerna FC. Im Oktober 2018 wechselte er innerhalb Griechenlands zu APS Zakynthos.
Im Juni 2020 wechselte Mukuta nach Schweden zum unterklassigen Ytterhogdals IK. Im Februar 2021 schloss er sich dem österreichischen Regionalligisten FC Mauerwerk an. Für Mauerwerk kam er allerdings aufgrund des COVID-bedingten Saisonabbruchs nie zum Einsatz. Nach der Saison 2020/21 verließ er die Wiener wieder. Nach Aufenthalten in Italien bei Virtus Cilento und SM Servigliano, schloss er sich im Sommer 2023 dem österreichischen Fünftligisten, SV Rottenmann an.